# Schumag

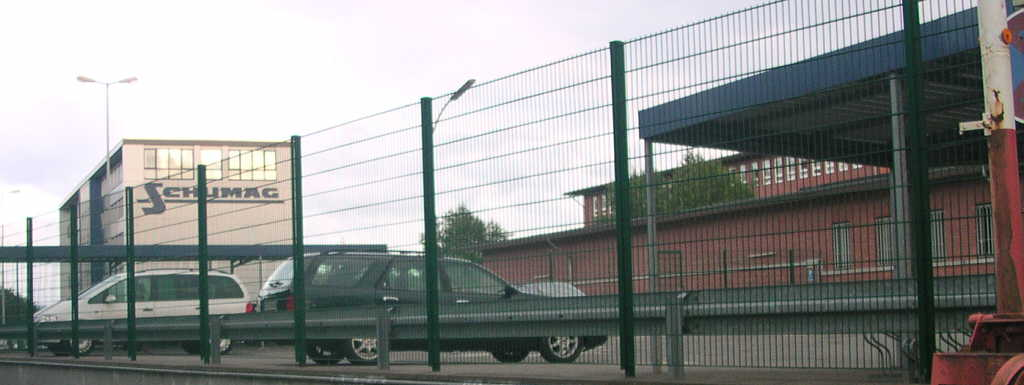
Ansicht des Werkes

Die Schumag Aktiengesellschaft ist ein börsennotiertes Industrieunternehmen mit den heutigen Schwerpunkten Präzisionsteile und Präzisionsnormteile. An ihrem Sitz in Aachen ist die Schumag AG einer der größeren privaten Arbeitgeber.

## Produkte
Schumag produziert Präzisionsteile mit einem Durchmesser von 0,3 bis 60 mm aus Stahl, rostfreiem Stahl, NE-Metallen – auch Schmiederohlinge oder Fließpressteile können bearbeitet werden – u. a. für die Kraftfahrzeug-Zulieferindustrie, die Medizintechnik, Hydraulik, Gerätetechnik, feinmechanische Messtechnik sowie weitere Anwendungsbereiche. Höchste Qualität und Präzision werden durch das Qualitätsmanagementsystem der Schumag und die Zertifizierung nach IATF 16949 sichergestellt.
Normteile werden hergestellt für den Spritz- und Druckgussformenbau, für Stanzwerkzeugbau sowie Sonderteile nach Kundenspezifikation (beispielhafte Produkte: Auswerferstifte, Auswerferhülsen, Angießbuchsen, Führungssäulen und -buchsen, Schneidstempel, Perforierstifte).
Der Großteil des Umsatzes wird außerhalb Deutschlands, in internationalen Märkten realisiert (2007: 71 %).

## Geschäftsentwicklung
Betrug der Umsatz im Finanzjahr 2003 (30. September 2003) noch 107 Millionen Euro, so wurde nach stetiger Umsatzsteigerung in den Folgejahren, im Finanzjahr 2007 (30. September 2007) ein Umsatz von 141 Millionen Euro erzielt. Im selben Zeitraum erhöhten sich die Auftragseingänge von 103 Millionen Euro 2003 auf 156 Millionen Euro im Jahr 2007. Das Finanzjahr 2008 (30. September 2008) verzeichnete einen Rückgang beim Umsatz auf 131,3 Millionen Euro.
Das Nachsteuerergebnis war im Zeitraum 2003 bis 2005 weitgehend von Verlusten gekennzeichnet. Konsequente und kontinuierliche Restrukturierungsmaßnahmen führten zu einem positiven Nachsteuerergebnis in Höhe von 3 Millionen Euro im Finanzjahr 2006 (30. September 2006) und zu einem positiven Nachsteuerergebnis in Höhe von 4 Millionen Euro im Finanzjahr 2007 (30. September 2007). Im Finanzjahr 2008 (30. September 2008) wurde ein positives Nachsteuerergebnis in Höhe von 2,6 Millionen Euro erzielt.

## Geschichte
Im Jahr 1830 wurde die heutige Schumag AG unter dem Namen „H.J. Neuß'schen Fabriketablissements“ als Nadelmanufaktur gegründet. 1876 erfolgte der Erwerb der Fabrik durch Friedrich Wilhelm Schumacher. 1895 begann die Fabrikation von Präzisionsteilen für die Schwarzwälder Uhrenindustrie.
Um den hohen Qualitätsanforderungen bei der Produktion von Präzisions- und Normteilen gerecht zu werden, begann Schumag mit der Entwicklung und der Vermarktung eigener Maschinen und Anlagen. 1929 wurde die erste „Kombinierte Ziehmaschine“ an ein deutsches Stahlwerk verkauft. Bereits Anfang der 1930er Jahre wurden Maschinen und Anlagen auch für den außerdeutschen Raum produziert und geliefert.
1985 erfolgten die Umwandlung in eine Aktiengesellschaft und der Gang an die Börse.
1989 wurde die Aktienmehrheit durch die Gruppe Babcock Borsig übernommen. In den 1990er Jahren wurden die britische „Marshall Richards Barcro“ und die deutsche „Th. Kieserling & Albrecht GmbH & Co“ erworben, deren Produktlinien in die Schumag AG integriert wurden. Nach Kündigung der Unternehmensverträge mit Babcock Borsig 2002 erfolgte die Fortführung des Unternehmens als börsennotierte Aktiengesellschaft.
Die Schumag AG veräußerte im Herbst 2008 weite Teile des Bereichs Maschinenbau an die SMS Meer GmbH (SMS Group). Nach Globalkrise und umfangreicher Restrukturierung gelang nach einem Umsatztief 2009 mit knapp 40 Mio. Euro in den Jahren 2010 und 2011 ein Neuanfang, für das Geschäftsjahr 2010/2011 (1. Oktober 2010 bis 30. September 2011) konnte ein Umsatz in der Größenordnung von 56 Mio. Euro erzielt werden.
Am 10. Oktober 2024 meldete Schumag nach einem Hackerangriff in einem schon vorher schwierigen Umfeld Insolvenz in Eigenverwaltung an.